# Gare de Donck
La gare de Donck (en néerlandais : station Donk) est une ancienne gare ferroviaire belge de la ligne 58, de Gand à Bruges, via Eeklo située au lieu dit de Kroon, près du village de Donck sur la commune de Maldeghem, dans la province de Flandre-Orientale en Région flamande. Elle desservait notamment le sanatorium Élisabeth qui, bien que se trouvant à seulement 200 m, fait partie de la commune de Damme en Flandre-Occidentale.

## Situation ferroviaire
La gare de Donk, à l'emplacement que nous connaissons aujourd'hui, était située au point kilométrique (PK) 37,1 de la ligne 58, de Gand à Bruges, via Eeklo entre la gare de Maldegem et celle, fermée, de Sijsele.

## Histoire
La Compagnie du chemin de fer d'Eeclo à Bruges met en service le 22 juin 1863 la section de Maldegem à Bruges qui constitue la section la plus récente de la ligne 58.
Une halte provisoire est ouverte à Donck en 1877 et l'année suivante, son bâtiment est agrandi ; c'était vraisemblablement la maison de garde-barrière du passage à niveau sur la route de Gand à Bruges.
Vers 1930, la route est élargie et la construction d'un nouveau bâtiment est confiée à l'architecte August Desmet qui réalise en 1931 les plans d'un beau bâtiment de en briques, de style moderniste, ressemblant fortement à celui qu'il a réalisé pour la gare de Zeebrugge-Dorp. À cette époque, le nombre des voyageurs a augmenté avec l'ouverture du sanatorium Élisabeth situé à proximité immédiate (actuelle polyclinique Alma).
À partir de 1953, la halte est rebaptisée Donk (Sanatorium Élisabeth) mais, le 26 février 1959, la SNCB met fin aux trains de voyageurs entre Eeklo et Bruges et ferme complètement quelques kilomètres de ligne à l'ouest de Sijsele. Jusqu'en 1962, des trains militaires circulaient jusque Sijsele et, jusqu'en 1970, un trafic de marchandises vers une usine d'engrais desservait encore Donck. Les rails sont finalement arrachés en 1970 et le bâtiment, revendu aux domaines, devient d'abord une habitation particulière puis le siège de la petite société Quatre Mains spécialisée dans le design d'emballages et de packaging, notamment pour des bières et produits alimentaires.

## Patrimoine ferroviaire
Le bâtiment de la gare datant de 1932 est classé depuis 2004.